# Jacobo FitzJames Stuart, XV duca d'Alba
Jacobo Luis FitzJames Stuart, quindicesimo duca d'Alba e ottavo duca di Berwick (Palermo, 3 giugno 1821 – Madrid, 10 luglio 1881), è stato un nobile, diplomatico e generale spagnolo.

## Biografia

### Infanzia
Figlio di Carlos Miguel FitzJames Stuart, XIV duca d'Alba e di Rosalia Ventimiglia, dei Principi di Grammonte, discendeva per via paterna da Giacomo II d'Inghilterra.

### Educazione
Studiò all'Università di Salamanca e all'Accademia Militare di Toledo, uscendone con il grado di tenente di fanteria, comandò il corpo d'armata a Cuba nel 1855, con il grado di colonnello.

### Incarichi per la Spagna
Nel 1858 divenne ambasciatore di Spagna a Roma e nel 1865 a Dresda, fino a quando nel 1870 fu richiamato in Spagna dal re che gli affidò l'incarico di segretario dell'ambasciata in Persia fino al 1876. Successivamente fu anche precettore di Alfonso XII di Spagna, impostando la sua educazione in modo liberale

### Matrimonio

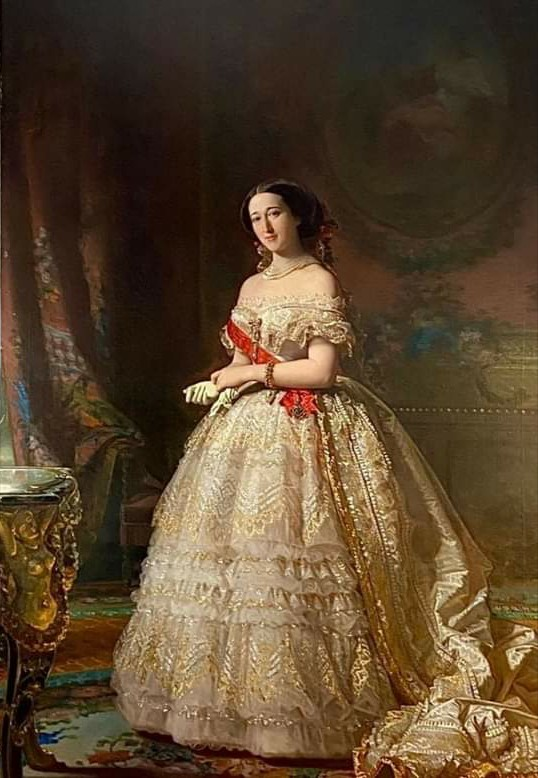
María Francisca de Sales de Palafox y Portocarrero, detta Paca, moglie di Jacobo.

Jacobo, detto Jaime in famiglia, conobbe in gioventù due sue bellissime e lontane cugine, María Francisca (detta Paca) e María Eugenia de Palafox y Portocarrero de Guzmán y Kirkpatrick. Quest'ultima si innamorò perdutamente di lui, ma Jacobo non sembrava mostrare dei chiari sentimenti né per l'una, né per l'altra sorella; a quel punto intervenne la madre delle ragazze, la contessa di Montijo, che desiderava un matrimonio vantaggioso per la sua prediletta, la primogenita Paca. Il matrimonio tra Paca e Jacobo, celebrato a Madrid il 16 febbraio 1844, fu felice e ne nacquero tre figli.

### Relazioni con l'Imperatrice dei Francesi

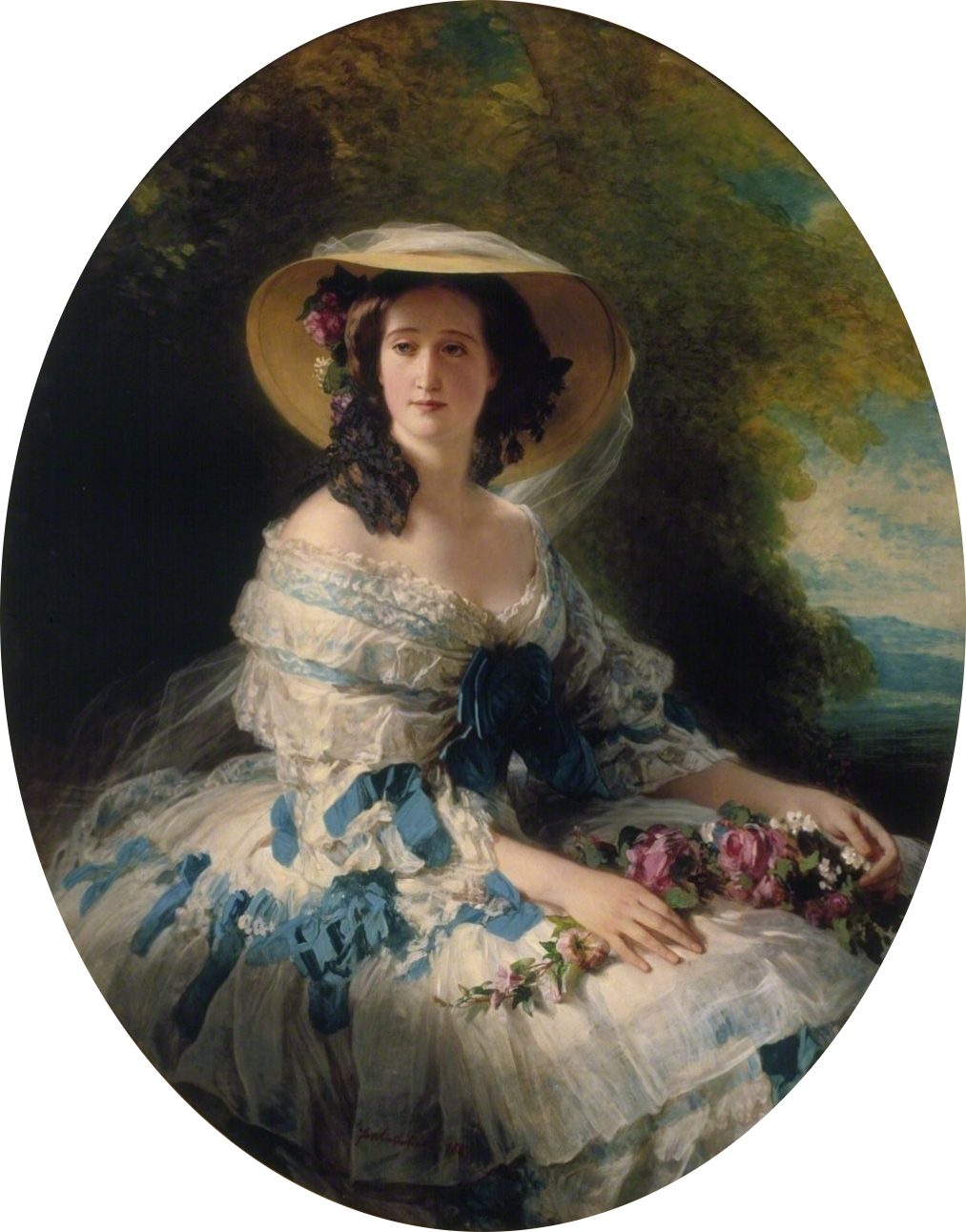
L'imperatrice Eugenia, dipinto di Franz Xaver Winterhalter, 1857

La cognata Eugenia, dapprima scossa per la delusione, trasformò il suo amore verso il duca d'Alba in sentimenti fraterni e la loro amicizia durò fino alla morte di quest'ultimo. Nove anni dopo, il 30 gennaio 1853, Eugenia ascese al trono di Francia, sposando Napoleone III. La nuova imperatrice, estremamente legata alla sorella, acquistò per lei e il cognato una seconda casa sugli Champs-Élysées, in modo da poterli avere più vicini a sé. La vita di Jacobo e Paca si divise tra Madrid e Parigi fino alla morte della duchessa, avvenuta il 16 settembre 1860, a causa di un'imprecisata malattia spinale, forse di origine tubercolotica. Paca aveva solo trentacinque anni. Da quel momento Eugenia si occupò dell'educazione delle sue due nipoti, che frequentarono la zia anche durante il suo esilio inglese (dopo la caduta del Secondo Impero).

### Morte
Alla morte di Jacobo, come duca d'Alba e di Berwick gli succedette l'unico figlio maschio, il primogenito Carlos FitzJames Stuart, XVI duca d'Alba.

## Discendenza
Jacobo e María Francisca de Palafox y Portocarrero de Guzmán y Kirkpatrick ebbero tre figli:
- Carlos María (1849 - 1901), futuro XVI duca d'Alba;
- María de la Asuncion (1851-1927), sposò il IV duca di Tamames;
- María Luisa (1853-1876), sposò il XIV duca di Medinaceli.

## Ascendenza
|                                                       |                           |                                                               | Genitori                                                      |  |  | Nonni |  |  | Bisnonni                                    |  |  | Trisnonni                            |  |
|                                                       |                           |                                                               |                                                               |  |  |       |  |  | Carlos FitzJames Stuart, IV duca di Berwick |  |  | James FitzJames, III duca di Berwick |  |
|                                                       |                           |                                                               |                                                               |  |  |       |  |  | Carlos FitzJames Stuart, IV duca di Berwick |  |  | James FitzJames, III duca di Berwick |  |
|                                                       |                           | María Teresa de Silva y Álvarez de Toledo                     |                                                               |  |  |       |  |  | Carlos FitzJames Stuart, IV duca di Berwick |  |  |                                      |  |
| Jacobo FitzJames Stuart, V duca di Berwick            |                           |                                                               |                                                               |  |  |       |  |  | Carlos FitzJames Stuart, IV duca di Berwick |  |  |                                      |  |
|                                                       |                           | Carolina zu Stolberg-Gedern                                   | Gustavo Adolfo de Stolberg-Gedern                             |  |  |       |  |  |                                             |  |  |                                      |  |
|                                                       |                           | Carolina zu Stolberg-Gedern                                   | Gustavo Adolfo de Stolberg-Gedern                             |  |  |       |  |  |                                             |  |  |                                      |  |
|                                                       |                           | Carolina zu Stolberg-Gedern                                   | Isabel de Hornes                                              |  |  |       |  |  |                                             |  |  |                                      |  |
| Carlos Miguel FitzJames Stuart, XIV duca d'Alba       |                           | Carolina zu Stolberg-Gedern                                   |                                                               |  |  |       |  |  |                                             |  |  |                                      |  |
|                                                       |                           | Pedro Alcantara Fadrique Fernández de Silva, IX duca di Hijar | Joaquín Diego de Silva Fernández de Híjar, VIII duca di Híjar |  |  |       |  |  |                                             |  |  |                                      |  |
|                                                       |                           | Pedro Alcantara Fadrique Fernández de Silva, IX duca di Hijar | Joaquín Diego de Silva Fernández de Híjar, VIII duca di Híjar |  |  |       |  |  |                                             |  |  |                                      |  |
|                                                       |                           | Pedro Alcantara Fadrique Fernández de Silva, IX duca di Hijar | María Engracia Abarca de Bolea y Pons de Mendoza              |  |  |       |  |  |                                             |  |  |                                      |  |
| María Teresa de Silva-Fernández de Híjar y de Palafox |                           | Pedro Alcantara Fadrique Fernández de Silva, IX duca di Hijar |                                                               |  |  |       |  |  |                                             |  |  |                                      |  |
|                                                       |                           | Rafaela de Palafóx                                            | Joaquín Antonio de Palafox, VI marchese d'Ariza               |  |  |       |  |  |                                             |  |  |                                      |  |
|                                                       |                           | Rafaela de Palafóx                                            | Joaquín Antonio de Palafox, VI marchese d'Ariza               |  |  |       |  |  |                                             |  |  |                                      |  |
|                                                       |                           | Rafaela de Palafóx                                            | Mariana Carlota de Croy                                       |  |  |       |  |  |                                             |  |  |                                      |  |
| Jacobo FitzJames Stuart, XV duca d'Alba               |                           | Rafaela de Palafóx                                            |                                                               |  |  |       |  |  |                                             |  |  |                                      |  |
|                                                       | Carlo Antonio Ventimiglia | Giovan Luigi Ventimiglia, I principe di Grammonte             |                                                               |  |  |       |  |  |                                             |  |  |                                      |  |
|                                                       | Carlo Antonio Ventimiglia | Giovan Luigi Ventimiglia, I principe di Grammonte             |                                                               |  |  |       |  |  |                                             |  |  |                                      |  |
|                                                       | Carlo Antonio Ventimiglia | Ninfa Ventimiglia                                             |                                                               |  |  |       |  |  |                                             |  |  |                                      |  |
| Luigi di Ventimiglia, II principe di Grammonte        | Carlo Antonio Ventimiglia |                                                               |                                                               |  |  |       |  |  |                                             |  |  |                                      |  |
|                                                       |                           | Maria Sigismonda Sieripepoli e Trigona                        | Girolamo Sieripepoli e Trigona, IV barone di Mangidiaini      |  |  |       |  |  |                                             |  |  |                                      |  |
|                                                       |                           | Maria Sigismonda Sieripepoli e Trigona                        | Girolamo Sieripepoli e Trigona, IV barone di Mangidiaini      |  |  |       |  |  |                                             |  |  |                                      |  |
|                                                       |                           | Maria Sigismonda Sieripepoli e Trigona                        | Beatrice Notarbartolo e Santo Stefano                         |  |  |       |  |  |                                             |  |  |                                      |  |
| Rosalia di Ventimiglia                                |                           | Maria Sigismonda Sieripepoli e Trigona                        |                                                               |  |  |       |  |  |                                             |  |  |                                      |  |
|                                                       |                           | Francesco Moncada, IV principe di Larderia                    | Lettorio Moncada, III principe di Larderia                    |  |  |       |  |  |                                             |  |  |                                      |  |
|                                                       |                           | Francesco Moncada, IV principe di Larderia                    | Lettorio Moncada, III principe di Larderia                    |  |  |       |  |  |                                             |  |  |                                      |  |
|                                                       |                           | Francesco Moncada, IV principe di Larderia                    | Rosalia Branciforte, contessa di San Antonio                  |  |  |       |  |  |                                             |  |  |                                      |  |
| Eleonora Moncada                                      |                           | Francesco Moncada, IV principe di Larderia                    |                                                               |  |  |       |  |  |                                             |  |  |                                      |  |
|                                                       |                           | Concetta Branciforte                                          | Ercole Michele Branciforte, II duca di Branciforte            |  |  |       |  |  |                                             |  |  |                                      |  |
|                                                       |                           | Concetta Branciforte                                          | Ercole Michele Branciforte, II duca di Branciforte            |  |  |       |  |  |                                             |  |  |                                      |  |
|                                                       |                           | Concetta Branciforte                                          | Catarina Branciforte, VI principessa di Butera                |  |  |       |  |  |                                             |  |  |                                      |  |
|                                                       |                           | Concetta Branciforte                                          |                                                               |  |  |       |  |  |                                             |  |  |                                      |  |